# François de Borchgrave d'Altena
François Michel Walram de Borchgrave d'Altena (Mechelen-Bovelingen, 16 februari 1835 - aldaar, 29 september 1902) was een Belgisch volksvertegenwoordiger, senator en burgemeester.

## Biografie

### Familie
François de Borchgrave was een van de twee zoons van graaf Guillaume de Borchgrave d'Altena, burgemeester van Mechelen-Bovelingen, lid van de Tweede Kamer en senator, en barones Marie-Thérèse van der Burch. Hij was een broer van graaf Guillaume Herman de Borchgrave d'Altena, burgemeester van Genoelselderen, provincieraadslid van Limburg en volksvertegenwoordiger.
Hij trouwde in 1861 in Brussel met burggravin Caroline de Spoelberch (1842-1917), nicht van Charles de Brouchoven de Bergeyck. Ze kregen twaalf kinderen, van wie er twee voor nazaten zorgden.
Hij was een schoonbroer van baron Camille de Tornaco, provincieraadslid van Luik, volksvertegenwoordiger en voorzitter van de Senaat, burggraaf Adolphe de Spoelberch, brouwer en provincieraadslid van Brabant.

### Loopbaan
Borchgrave d'Altena studeerde aan de Universiteit Luik en werd diplomaat. Hij werd gelast met speciale zendingen in Zweden, Beieren en Württemberg.
Van 1861 tot 1902 was hij burgemeester van Mechelen-Bovelingen. Hij was ook een paar jaar lid van de provincieraad van Limburg (1862-1864).
Van 1864 tot 1901 was hij vele jaren katholiek parlementslid:
- volksvertegenwoordiger voor het arrondissement Borgworm van 1864 tot 1866,
- volksvertegenwoordiger voor het arrondissement Tongeren van 1866 tot 1882,
- senator voor het arrondissement Tongeren van 1882 tot 1900,
- senator voor het arrondissement Hasselt-Tongeren-Maaseik in 1900-1901.